# La battaglia dei due regni
La battaglia dei due regni è un romanzo storico di Simon Scarrow ambientato immediatamente dopo la Rivoluzione francese e narra l'ascesa al potere di Napoleone Bonaparte. In Italia è stato pubblicato nel giugno del 2017 dalla casa editrice Newton Compton.
È il primo romanzo della tetralogia della Revolution series.

## Trama
È il 1789 d.C. La Rivoluzione francese sta scuotendo l'intera Europa, ed il giovane Napoleone Bonaparte si unisce alle truppe rivoluzionarie dimostrando le sue straordinarie qualità. Intanto in Inghilterra, Arthur Wellesley, il futuro duca di Wellington, cresce coltivando aspirazioni artistiche.
Mentre Wellington è impegnato in Irlanda e nelle Fiandre, Napoleone partecipa alla guerra della Repubblica francese contro Prussia, Inghilterra e Austria.
Le strade dei due condottieri si incroceranno inevitabilmente.

## Personaggi
- Napoleone Bonaparte
- Arthur Wellesley

## Edizioni
- Simon Scarrow, La battaglia dei due regni, traduzione di Rosa Prencipe e Roberto Lanzi, collana Nuova Narrativa Newton, Newton Compton, 29 giugno 2017,  p. 569, ISBN 978-88-227-0623-2.
- Simon Scarrow, La battaglia dei due regni, traduzione di Rosa Prencipe e Roberto Lanzi, collana King, Newton Compton, 19 luglio 2018,  p. 576, ISBN 978-88-227-2206-5.